# Aghribs
Aghribs (en berbère : Aɣṛib, en tifinagh : ⴰⵖⵔⵉⴱ, en arabe : أغريب) est une commune de la wilaya de Tizi Ouzou, en Algérie.

## Géographie

### Localisation
La commune d'Aghribs se situe au nord-est de la wilaya de Tizi Ouzou, à 40 km au nord-est de Tizi Ouzou, à 20 km au sud-ouest d'Azeffoun et à 13 km au nord-ouest d'Azazga et rattachée au Aârch d'Aït Djennad. Elle est délimitée :
- au nord, par la commune d'Azeffoun ;
- à l'est, par la commune d'Akerrou ;
- au sud-est, par la commune d'Azazga ;
- au sud-ouest, par la commune de Freha ;
- à l'ouest, par la commune de Timizart ;
- au nord-ouest, par la commune d'Iflissen.

| Iflissen | Azeffoun      | Azeffoun |
| Timizart | Aghribs       | Akerrou  |
| Freha    | Freha, Azazga | Azazga   |

### Villages de la commune
La commune d'Aghribs est composée de 16 villages :
- Adhrar
- Aghribs
- Agraradj
- Aït Ouchène, village du compositeur Mohamed Iguerbouchène
- Boubekeur
- Cheurfa Bourzik
- Houbli
- Iziriouen
- Ibskriene
- Ighil Mahni
- Imkhlef/Tazrout
- Iagachene
- Nador
- Taboudoucht, village du peintre M'hamed Issiakhem
- Tamassit
- Taourirt Ibane

## Histoire
Lors de la colonisation française, le village des Aghribs faisait partie de la commune mixte du Haut-Sébaou dont Azazga était le chef-lieu.
La commune d'Aghribs est issue du dernier découpage administratif de 1984, elle compte quinze villages.

## Démographie
La population de la commune des Aghribs est, lors du recensement de 2008, de 12 474 habitants, soit 191,58 hab./km2.

## Économie
La production agricole s’appuie sur l'élevage bovin et la production de fromages. Le village de Tamassit est réputé pour son fromage vacherin « Le Tamgout » produit par la fromagerie FAFI,.

## Personnalités liées à la commune
- Mohamed Iguerbouchène, musicien algérien, y est né.
- M'hamed Issiakhem, peintre algérien, y est né.
- Mourad Didouche, révolutionnaire algérien et membre des six fondateurs du FLN, dont la famille est originaire.
- Saïd Sadi, homme politique algérien, fondateur du Rassemblement pour la culture et la démocratie (RCD), y est né.
- Mohand Tazerout, écrivain algérien, y est né.